# Iratxe García
Iratxe García Pérez ( Barakaldo, 7. listopada 1974.) španjolska je političarka, član Španjolske socijalističke radničke stranke (PSOE). Zastupnica je u Europskom parlamentu od 2004. i predsjednica parlamentarne skupine Progresivni savez saveza socijalista i demokrata.

## Životopis

### Rani život
Rođena je 7. listopada 1974. u baskijskom gradu Barakalduo u pokrajini Biskaja. Diplomirala je na Sveučilištu u Valladolidu 1995. u području socijalnog rada. Kao stanovnica općine Laguna de Duero odlučila je aktivno se baviti politikom, te se kandidirala na općinskim izborima i postala član općinskog vijeća, a kasnije i član vijeća provincije Valladolid od 1995. do 2000.

### Zastupnica Španjolskog parlamenta, 2000. – 2004.
Iratxe García je izabrana za člana Kongresa zastupnika nakon pobjede na općim izborima 2000. godine u izbornoj jedinici Valladolida.

### Član Europskog parlamenta od 2004. do danas
U prvom parlamentarnom mandatu između 2004. i 2009. García je bila član Odbora za regionalni razvoj (REGI), delegacije u Euro-mediteranskoj parlamentarnoj skupštini (EMPA) i delegacije za odnose sa zemljama Magreba i Unije arapskog Magreba (uključujući i Libiju).
Također je član Odbora za okoliš, javno zdravlje i sigurnost hrane (ENVI) i parlamentarnog izaslanstva za odnose s Arapskim poluotokom. Uz to, članica je međugrupe Europskog parlamenta o LGBT pravima i međugrupe Europskog parlamenta o Zapadnoj Sahari.
U srpnju 2014. Iratxe García je izabrana za predsjednicu Odbora Europskog parlamenta za ženska prava i ravnopravnost spolova (FEMM). U rujnu 2014. predsjednik stranke PSOE Pedro Sánchez imenovao ju je za šeficu stranačkog izaslanstva zastupnika u skupini S&D, zamijenivši Elenu Valenciano. Nakon izbora 2019., parlamentarna skupina S&D izabrala je Garcíju za novog čelnika, dan nakon što je tadašnji predsjednik Udo Bullmann povukao kandidaturu. U ožujku 2021., kao čelnica demokrata i socijalista u Europskom parlamentu, zajedno sa svom parlamentarnom skupinom usprotivila se raspravi o ubojstvu Daphne Caruane Galizia i otkrivanju korupcije u malteškoj politici i inzistirala je da se slučaj definira "lažnom viješću".

## Vanjske poveznice
Službene mrežne stranice Iratxe Garcíe Peréz, pristupljeno 22. svibnja 2021.